# Tracy Fleury
Tracy Fleury (Sudbury, 13 de junio de 1986) es una deportista canadiense que compite en curling.
Ganó dos medallas de oro en el Campeonato Mundial de Curling, en los años 2024 y 2025, y una medalla de oro en el Campeonato Pan Continental de Curling Femenino de 2024.

## Palmarés internacional
| Campeonato Mundial         | Campeonato Mundial        | Campeonato Mundial | Campeonato Mundial |
| Año                        | Lugar                     | Medalla            | Prueba             |
| -------------------------- | ------------------------- | ------------------ | ------------------ |
| 2024                       | Sydney (Canadá)           | Medalla de oro     | Equipo             |
| 2025                       | Uijeongbu (Corea del Sur) | Medalla de oro     | Equipo             |
| Campeonato Pan Continental |                           |                    |                    |
| Año                        | Lugar                     | Medalla            | Prueba             |
| 2024                       | Lacombe (Canadá)          | Medalla de oro     | Equipo             |